# عمارة الفلبين

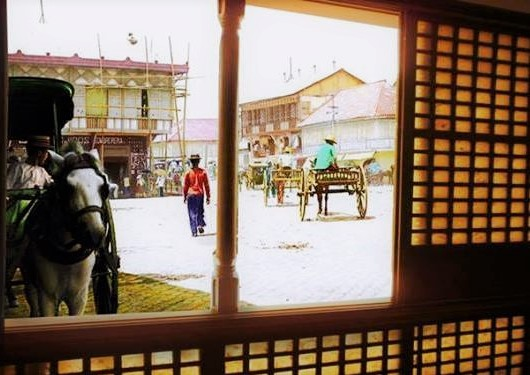

تعكس العمارة في الفلبين التقاليد التاريخية والثقافية في البلاد. تتأثر الهياكل التاريخية الأبرز في الأرخبيل بالعمارة الأسترونيزية والصينية والإسبانية والأمريكية.
سيطرت التأثيرات الإسبانية على العمارة الفلبينية لنحو 330 سنة من الاستعمار الإسباني. بنى الرهبان الأوغسطينيون إلى جانب الرتب الدينية الأخرى، العديد من الكنائس والكاتدرائيات الكبرى في جميع أنحاء جزر الفلبين. ظهر خلال هذه الفترة، أسلوب بيت الحجر الفلبيني التقليدي للمنازل الكبيرة. كانت هذه المنازل كبيرة الحجم ومبنية من الحجر والخشب وجمعت بين عناصر الطراز الفلبيني والإسباني والصيني.
سيطرت القيم الجمالية الأمريكية على عمارة الفلبين بعد التنازل عنها نتيجة للحرب الإسبانية الأمريكية في عام 1898. صُمم مخطط مدينة مانيلا الحديثة خلال هذه الفترة، مع العديد من العمارة الكلاسيكية الجديدة ومباني الآرت ديكو التي صممها المعماريون الأمريكيون والفلبينيون المشهورون. دُمرت أجزاء كبيرة من إنتراموروس ومانيلا خلال الحرب العالمية الثانية، وأحرق اليابانيون العديد من المناطق التراثية في المقاطعات قبل نهاية الحرب. أُعيد بناء العديد من المباني المدمرة في فترة إعادة الإعمار بعد الحرب العالمية الثانية، ومع ذلك، فُقدت غالبية الهياكل التراثية خاصة تلك التي كانت في المقاطعات، ولم يُعد بناؤها مطلقًا. تُعد معظم الهياكل المفقودة من الخصائص المحورية للمدن التراثية السابقة.
أُدخلت العمارة الحديثة ذات الخطوط المستقيمة والجوانب الوظيفية في أواخر القرن العشرين، خاصة العمارة الوحشية التي ميزت هياكل الحكومة في فترة ماركوس. اضمحلت العديد من الهياكل القديمة خلال هذه الفترة، بسبب فرض الأحكام العرفية. ظهر عصر جديد للعمارة الفلبينية من خلال الحداثة بعد عودة الديمقراطية في عام 1986. عاد إحياء احترام العناصر المعمارية الفلبينية التقليدية في أوائل القرن الحادي والعشرين.
كانت هناك مقترحات لوضع سياسة تتضمن امتلاك كل بلدة ومدينة لمرسوم يفرض على جميع الإنشاءات وعمليات إعادة البناء داخل هذه الأراضي أن تتماشى مع عمارة البلدة أو المدينة وأساليب تنسيق المواقع للحفاظ على مواقع التراث المتحضر في البلاد، التي هُدمت على التوالي بسبب التحضر والتنمية غير المسؤولة ثقافيًا ونقص الرؤية المعمارية للمدن. استُخدمت هذه السياسات من قبل الدول التي حافظت على عجائبها المعمارية، ومن قبل مدن بأكملها لمئات السنين، مثل إيطاليا وفرنسا ورومانيا وألمانيا وإسبانيا. يدعو الاقتراح إلى استخدام وإعادة تفسير الأساليب المعمارية وتنسيق المواقع الأصلية والاستعمارية والحديثة السائدة أو التي كانت سائدة في مدينة أو بلدة معينة. يهدف الاقتراح إلى تعزيز النهضة لتنسيق المواقع الفلبينية ومواقع المدينة، خاصة في المناطق الريفية التي يمكن تحويلها بسرعة إلى مدن تراث معماري جديدة في غضون 50 عامًا. يفتقر العديد من خبراء العمارة في الفلبين إلى الشعور بأهمية الحفاظ على مناظر المدينة التراثية، كما هو الحال في مانيلا، إذ قبلوا وبنوا مقترحات أعمال لبناء الهياكل التي لا تميل لأسلوب العمارة في مانيلا، وهذا ما أدى لتدمير المواقع في مانيلا وعمارتها مبنى تلو الآخر. علاوة على ذلك، لم يتجسد الاقتراح المعماري الوحيد في سياسة فعلية بسبب عدم وجود وزارة للثقافة. مر مثل هذا المرسوم على مدينة فيغان فقط مما أدى إلى إعلانها كموقع للتراث العالمي لليونسكو في عام 1999، ومنح العديد من التقديرات لحفاظه على أساليب العمارة وتنسيق المواقع الفريدة. قدمت السيناتور لورين يغاردا في عام 2016 مشروع قانون لإنشاء وزارة الثقافة. قُدم المشروع إلى مجلس الشيوخ في يناير عام 2017، وكان من المتوقع أن يتحول إلى قانون في أواخر عام 2018 أو أوائل عام 2019. يدعم 9 أعضاء آخرين في مجلس الشيوخ ينتمون لأحزاب سياسية مختلفة هذا المشروع، وهم بام أكينو ونانسي بيناس وفرانسيس اسكوديرو وخوان زوبييري وجوزيف إيجيرسيتو وجويل فيلانويفا وشيروين غاتشاليان ورينزا هونتيفيروس وسوني أتغارا. قُدمت ثلاثة مشاريع قوانين مناظرة تهدف إلى إنشاء وزارة للثقافة في مجلس النواب، من تأليف كل من كريستوفر دي فينسيا وإفيلينا اسكوديرو وخوسيه أنطونيو سي ألفارادو.

## هياكل المنازل

### منزل المكعب
بُنيت المنازل بطريقة مشابهة إلى حد ما وبنفس الطريقة التي بُنيت فيها المستوطنات بجانب الأنهار والجداول. بُنيت المنازل بالقرب من حقول الأرز وبساتين جوز الهند والبساتين. تقوم المنازل على أعمدة مرفوعة فوق سطح الأرض. كانت غرف المنزل صغيرة واحتوى المنزل بشكل عام على غرفة واحدة متعددة الأغراض، مع وجود مساحة مخصصة للمطبخ تختلف مساحتها تبعًا للمنزل. هناك قطعة معمارية معينة تسمى «باتالان» تقع غالبًا في الجزء الخلفي من المنزل، وتُستخدم في الأعمال المنزلية مثل الغسيل والاستحمام وتخزين المياه وغيرها. بُنيت المنازل بالاعتماد على المواد الخام مثل الخشب والخيزران. كان يُنظر إلى بيوت الأشجار أو المنازل المبنية على جذوع الأشجار على أنها أماكن مفيدة.
توجهت أبواب المنازل نحو اتجاه شروق الشمس ولم تواجه الغرب أبدًا، وكان هذا عبارة عن تقليد معماري يُفسر بالقيم والمعتقدات التي امتلكها سكان الأرض الأوائل.
سمح اختراع أدوات مختلفة في وقت لاحق، بتصنيع ملاجئ تشبه الخيام وبيوت الأشجار. تميزت المنازل الكلاسيكية بهياكل مستطيلة مرتفعة ترتكز على أسس طوالة وتكون مغطاة بأسقف ضخمة من القش ذات نهايات جملونية، يمكن رفعها ونقلها إلى موقع جديد. وتُعد منازل ايفوغايو ومنازل التوروغان للنبلاء الملكيين من الأمثلة على ذلك.
تعتمد عمارة الفترة الكلاسيكية في الفلبين على العمارة العامية لمعظم قرونها وعلى العمارة الإسلامية في بعض المناطق الساحلية في الجنوب، إضافة إلى المناطق الداخلية في لاناو بعد القرن الثالث عشر.
منزل المكعب هو مصطلح للأكواخ التي بُنيت في نيبا. كانت هذه الأنواع من الصروح مميزة بسبب الطريقة التي بنى بها السكان الأصليون في الفلبين منازلهم قبل وصول المستعمرين الإسبان. ما تزال قيد الاستخدام حتى اليوم، خاصة في المناطق الريفية. توجد تصميمات معمارية مختلفة بين المجموعات العرقية اللغوية المختلفة في البلاد، على الرغم من أن معظم المنازل المبنية على طول الشواطئ تتوافق مع كونها منازل طوالة على غرار تلك الموجودة في البلدان المجاورة مثل إندونيسيا وبلدان أخرى في جنوب شرق آسيا.